# Bjelosavljevići
Bjelosavljevići (cyr. Бјелосављевићи) – wieś w Bośni i Hercegowinie, w Republice Serbskiej, w mieście Sarajewo Wschodnie, w gminie Sokolac. W 2013 roku liczyła 69 mieszkańców.